# Reutern (Adelsgeschlecht)

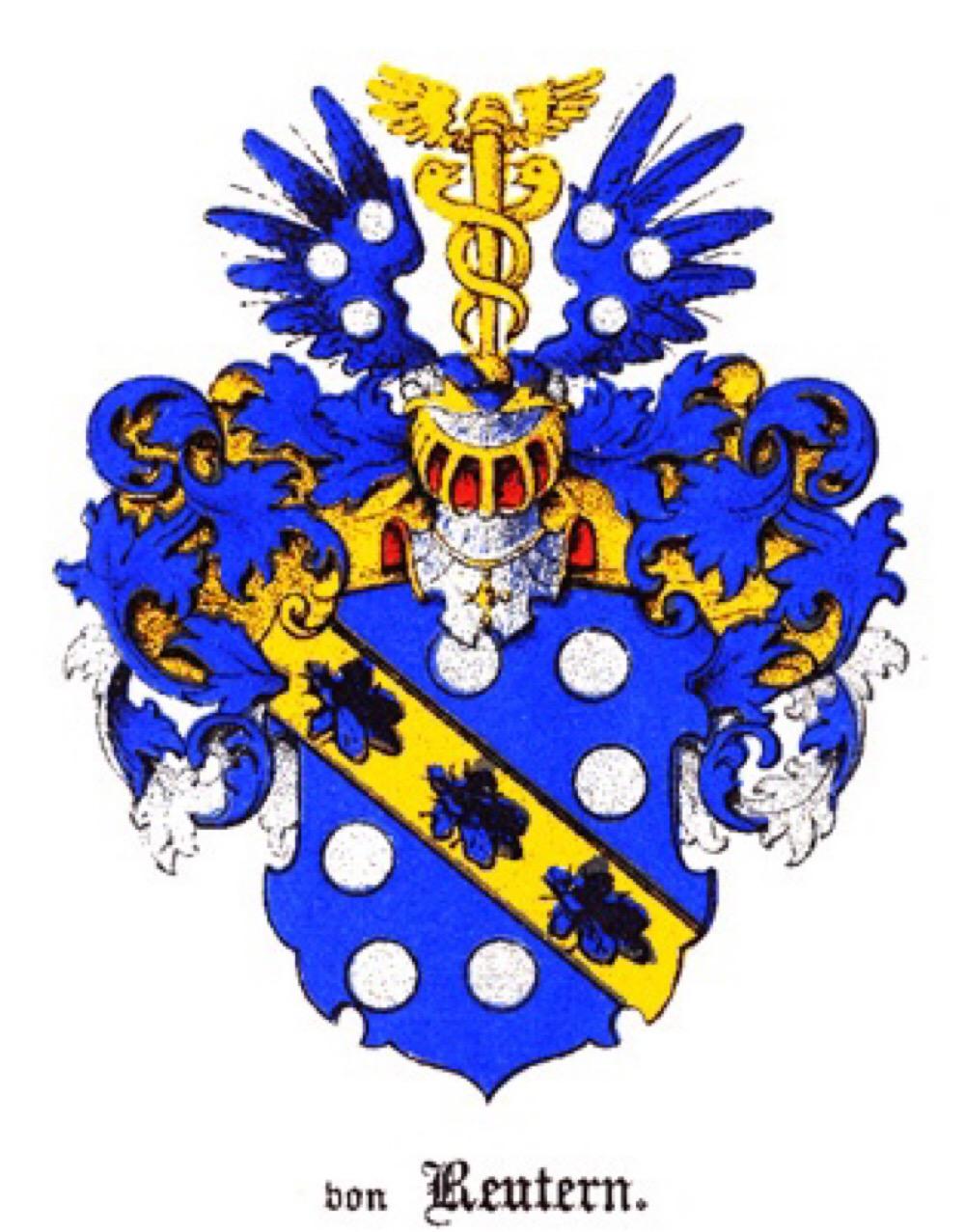
Wappen der Familie von Reutern

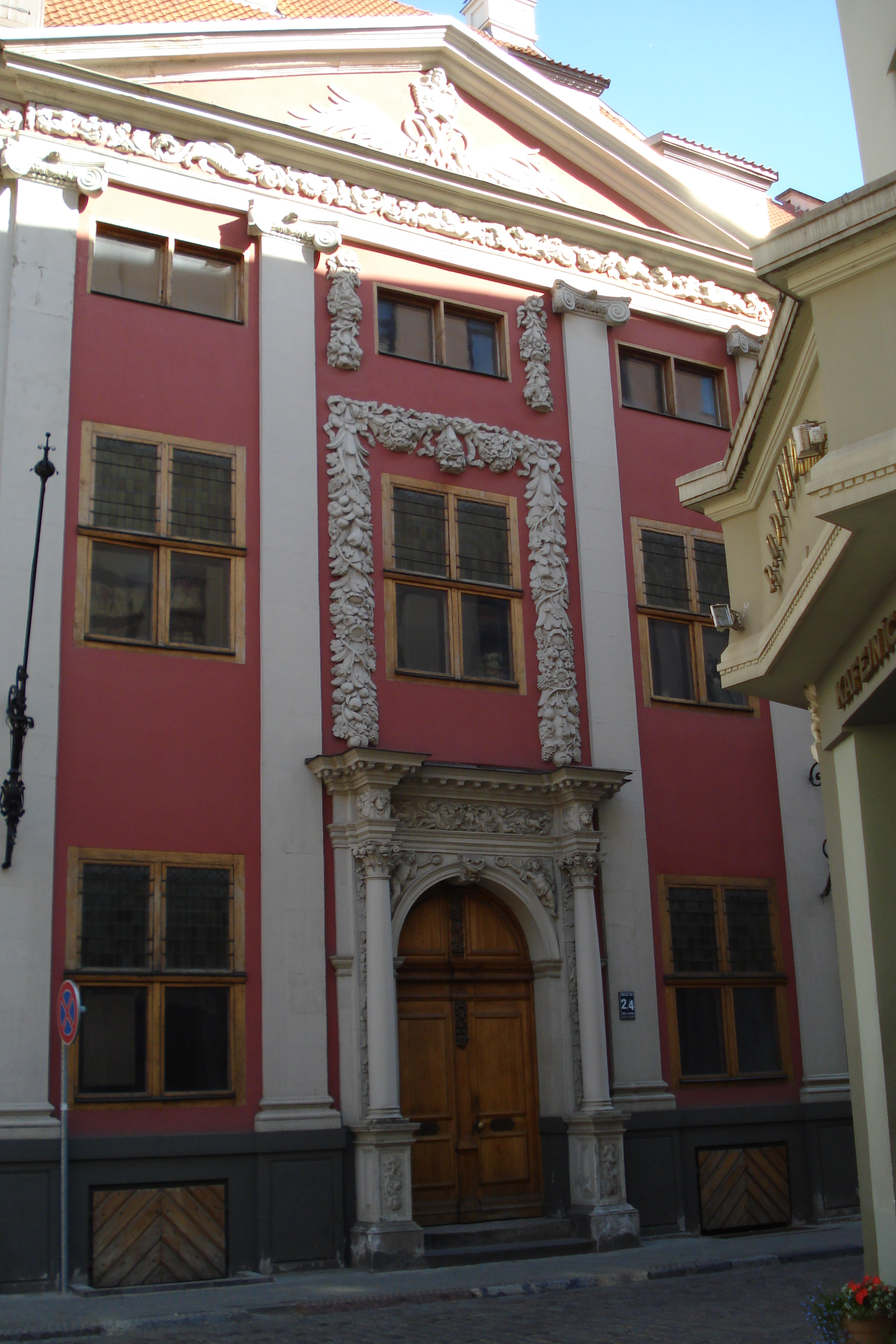
Reuternhaus in Riga

Reutern ist der Name eines baltischen Adelsgeschlechts, dessen Zweige zum Teil bis heute bestehen.

## Geschichte
Die Familie stammte aus der Hansestadt Lübeck, wo sie noch unter dem Namen Ryter oder Rüter auftrat und stellte dort Kaufleute und Ratsherren. Die Stammreihe beginnt mit dem Lübecker Bierbrauer Gerhard Reuter, urkundlich genannt in den Jahren 1446–1460. Mit dem Kaufmann Johann Reuter (* 1635; † 1698), der noch in Lübeck geboren wurde, gelangte das Geschlecht nach Riga. Er wurde am 21. Juni 1691 in der den schwedischen Adelstand erhoben. Unter seinen Enkeln teilte sich die Familie in eine estländische (†) und eine livländische Linie. In der Folgegeneration immatrikulierten sich die von Reutern 1742 bei der Livländischen Ritterschaft (Nr. 151) und 1746 bei der Estländischen Ritterschaft (Nr. 275).

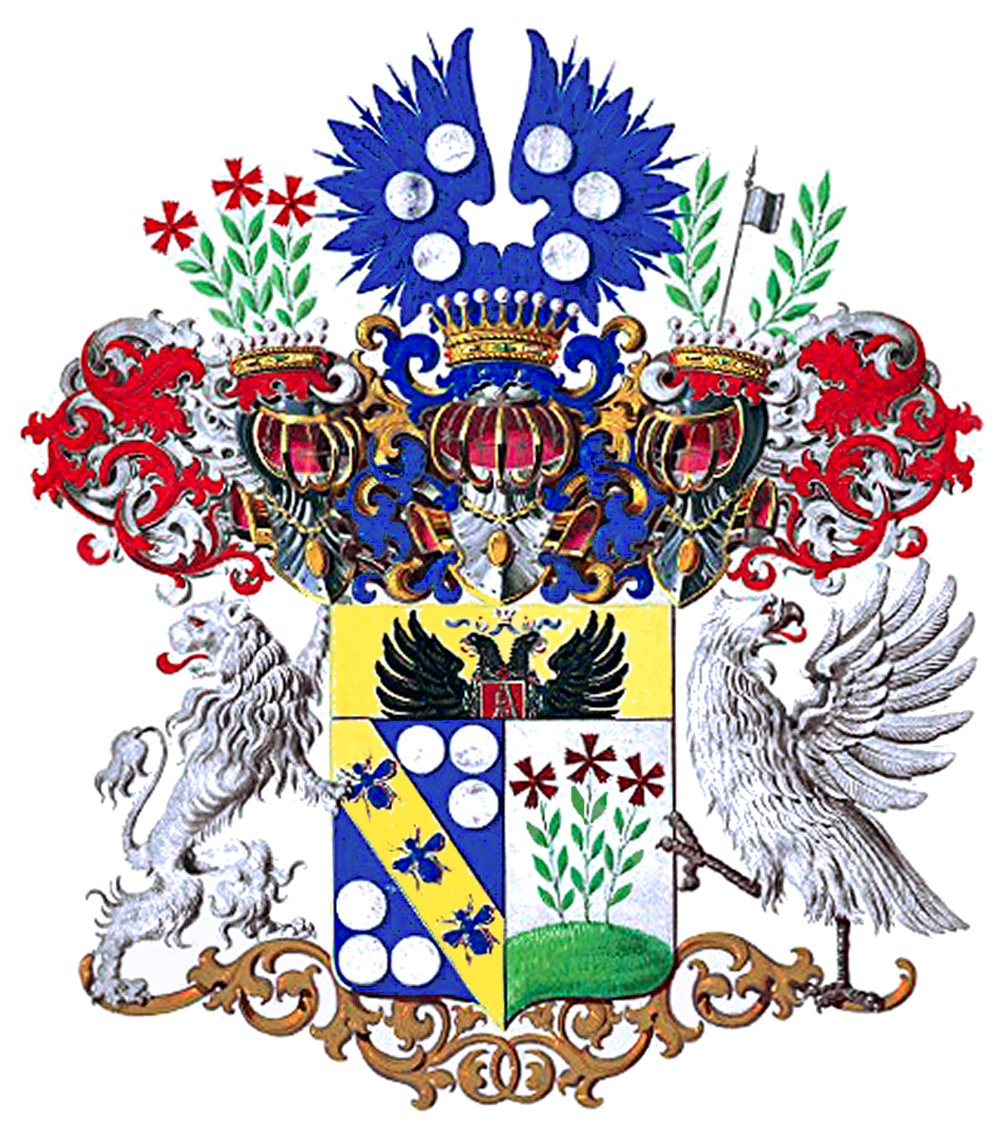
Wappen der Grafen von Reutern, Barone von Nolcken

Am 29. Januar 1890 wurde Michael von Reutern durch kaiserlichen Ukas in den Grafenstand erhoben. Da er jedoch ohne Erben verstarb, fiel die Grafenwürde nach der Primogenitur mit Diplom vom 5. Dezember 1890 seinem Neffen Woldemar von Nolcken (* 1851; † 1917) zu. Der von ihm gestiftete Zweig Graf Reutern, Baron Nolcken existierte noch 2018.

## Historischer Güterbesitz
In Estland
Orrenhof (ca. 1750–1808) und Kau (ca. 1750–1779), beide im Kirchspiel Kosch, sowie Afer (1808–1832) im Kirchspiel Marien-Magdalenen
In Livland
Kassinorm (1799–1817) im Kirchspiel St. Bartholomaei und Rösthof (1753–1827) im Kirchspiel Thael-Fölk, Kojenholm, Libitzholm und Parzenholm (seit 1688) im Kirchspiel Steinholm, sowie Loddiger (1752–1835), Ayasch (1752–1823) und Murrikas mit Maisen (1752–1835), alle im Kirchspiel Loddiger-Treyden, sowie Soorhof (1740–1785 u. 1808–1864) im Kirchspiel Luhde, um 1727 soll zudem auch Welkenhof kurzzeitig bei der Familie gewesen sein
In Kurland
Wilxaln (1815– nach 1821) im Kirchspiel Tuckum

## Wappen
Das Wappen (1691) zeigt in Blau, darin ein Band mit drei blauen Bienen (gelegentlich als fluglüftenden Käfern gedeutet) belegter Schrägrechtsbalken, begleitet von sechs (3:3) silbernen, je im Halbkreis gegen ihn gestellten Kugeln. Auf dem Helm mit gold-silbernem Wulst und gold-silbernen Decken ein goldener Merkurstab zwischen zwei blauen mit je drei silbernen im Halbkreis gegen ihn gestellten Kugeln belegten offenen Flug.

## Angehörige
- Johann von Reutern (* 1666; † 1714), Ratsherr in Riga
- Christoph Adam von Reutern (* 1782; † 1833), russischer Generallieutenant
- Gerhardt Wilhelm von Reutern (* 1794; † 1865), Maler, Mitbegründer der Willingshäuser Malerkolonie und Goethefreund
  - Alexander von Reutern (* 1824; † 1879), russischer Diplomat und Generalleutnant
  - Joseph Gerhard Wilhelm von Reutern (* 1829; † 1897), russischer Geheimrat und Präsident des evangelisch-lutherischen Konsistoriums in St. Petersburg
  - Gerhard Anton Wilhelm von Reutern (* 1836; † 1918), russischer Senator und Wirklicher Geheimer Rat
  - Christoph von Reutern (* 1839; † 1859), angehender Maler der Düsseldorfer Schule
- Magnus von Reutern (* 1801; † 1863), russischer Generalleutnant und Mitglied des General-Auditoriats
- Michael von Reutern (* 1820; † 1890), russischer Politiker